# 살마 아예크
살마 하예크(영어: Salma Hayek, 스페인어: Salma Valgarma Hayek Jiménez 살마 발가르마 하예크 히메네스[*], 1966년 9월 2일 ~ ) 또는 살마 하이에크는 멕시코, 미국의 배우, 영화 제작자이다. 레바논계 이민자인 석유회사 간부 아버지와 스페인계 멕시코인 어머니 사이에 태어나 1989년 멕시코에서 데뷔하였고, 1991년 미국 로스앤젤레스로 이주하였다. 《프리다》의 프리다 칼로 역으로 2002년 아카데미상 여우주연상 후보에 올랐다.

## 경력
로버트 로드리게스 감독의 출세작 《데스페라도》에서 안토니오 반데라스의 상대역에 캐스트되어 할리우드에 이름을 알렸다. 이후 같은 감독의 《황혼에서 새벽까지》에서 흡혈귀 여왕 산타니코 판데모니움 역, 《와일드 와일드 웨스트》에서 윌 스미스의 상대역, 케빈 스미스 감독의 《도그마》에서 선지자 역 등을 맡았다.
2000년대 들어 영화사 벤타나로사를 설립하여 공동 제작한 《프리다》에서 주연 프리다 칼로로 분하여 아카데미 여우주연상 후보에 올랐다.

## 출연작 목록

### 영화
| 연도 | 제목                           | 원제                                          | 배역                | 비고       |
| ---- | ------------------------------ | --------------------------------------------- | ------------------- | ---------- |
| 1993 | 마이 크레이지 라이프           | Mi Vida Loca                                  | 가타                |            |
| 1994 | 로드레이서                     | Roadracers                                    | 도나                |            |
| 1995 | 기적의 골목                    | El Callejón de los Milagros                   | 알마                |            |
| 1995 | 데스페라도                     | Desperado                                     | 카롤리나            |            |
| 1995 | 페어 게임                      | Fair Game                                     | 리타                |            |
| 1995 | 포 룸                          | Four Rooms                                    | TV 댄스 걸          |            |
| 1996 | 황혼에서 새벽까지              | From Dusk till Dawn                           | 산타니코 판데모니움 |            |
| 1996 | 팔로 미 홈                     | Follow Me Home                                | 베티                |            |
| 1996 | 플레드                         | Fled                                          | 코라                |            |
| 1997 | 사랑은 다 괜찮아               | Fools Rush In                                 | 이사벨 푸엔테스     |            |
| 1997 | 브레이킹 업                    | Breaking Up                                   | 모니카              |            |
| 1998 | 스튜디오 54                    | 54                                            | 세렌디피티          |            |
| 1998 | 게리의 속도                    | The Velocity of Gary                          | 메리 카먼           |            |
| 1998 | 패컬티                         | The Faculty                                   | 하퍼 간호사         |            |
| 1999 | 도그마                         | Dogma                                         | 세렌디피티          |            |
| 1999 | 대령에게는 편지가 오지 않는다  | El Coronel No Tiene Quien Le Escriba          | 훌리아              |            |
| 1999 | 와일드 와일드 웨스트           | Wild Wild West                                | 리타 에스코바르     |            |
| 2000 | 타임코드                       | Timecode                                      | 로즈                |            |
| 2000 | 리빙 잇 업                     | Living It Up                                  | 롤라                |            |
| 2000 | 체인 오브 풀스                 | Chain of Fools                                | 메러디스 콜코       |            |
| 2000 | 트래픽                         | Traffic                                       | 로사리오            |            |
| 2001 | 호텔                           | Hotel                                         | 샤를리 부           |            |
| 2001 | 잭 리처                        | In the Time of the Butterflies                | 미네르바 미라발     |            |
| 2002 | 프리다                         | Frida                                         | 프리다 칼로         |            |
| 2003 | 스파이 키드 3D: 게임 오버      | Spy Kids 3-D: Game Over                       | 프란체스카 기글스   |            |
| 2003 | 원스 어폰 어 타임 인 멕시코    | Once Upon a Time in Mexico                    | 카롤리나            |            |
| 2003 | 폭력 종식의 그날까지           | V-Day: Until the Violence Stops               | 본인                | 다큐멘터리 |
| 2004 | 애프터 썬셋                    | After the Sunset                              | 롤라 시릴로         |            |
| 2006 | 애스크 더 더스트               | Ask the Dust                                  | 카미야 로페스       |            |
| 2006 | 밴디다스                       | Bandidas                                      | 사라 산도발         |            |
| 2006 | 론리 하츠                      | Lonely Hearts                                 | 마사 벡             |            |
| 2007 | 어크로스 더 유니버스           | Across the Universe                           | 간호사              |            |
| 2009 | 틴에이지 뱀파이어              | Cirque du Freak: The Vampire's Assistant      | 마담 트루스카       |            |
| 2010 | 다 큰 녀석들                   | Grown Ups                                     | 록샌 체이스페더     |            |
| 2011 | 장화 신은 고양이               | Puss in Boots                                 | 말랑손 키티         | 애니메이션 |
| 2011 | 아메리카노                     | Americano                                     | 롤라                |            |
| 2011 | 우연히도 행운이                | La chispa de la vida                          | 루이사              |            |
| 2012 | 허당 해적단                    | The Pirates! In an Adventure with Scientists! | 커틀러스 리즈       | 애니메이션 |
| 2012 | 파괴자들                       | Savages                                       | 엘레나              |            |
| 2012 | 히어 컴스 더 붐                | Here Comes the Boom                           | 벨라 플로레스       |            |
| 2013 | 다 큰 녀석들 2                 | Grown Ups 2                                   | 록샌 체이스페더     |            |
| 2014 | 머펫 대소동 2                  | Muppets Most Wanted                           | 본인                |            |
| 2014 | 칼릴 지브란의 예언자           | Kahlil Gibran's The Prophet                   | 로버트 카텐데       | 애니메이션 |
| 2014 | 에벌리                         | Everly                                        | 에벌리              |            |
| 2014 | 영국 남자처럼 사랑하는 법      | Some Kind of Beautiful                        | 올리비아            |            |
| 2015 | 테일 오브 테일즈               | Tale of Tales                                 | 롱트렐리스 여왕     |            |
| 2015 | 악의 도시                      | Septembers of Shiraz                          | 파네즈              |            |
| 2016 | 소시지 파티                    | Sausage Party                                 | 테레사 타코         | 애니메이션 |
| 2017 | 우아한 만찬                    | Beatriz at Dinner                             | 베아트리스          |            |
| 2017 | 라틴 러버가 되는 법            | How to Be a Latin Lover                       | 사라                |            |
| 2017 | 킬러의 보디가드                | The Hitman's Bodyguard                        | 소니아 킨케이드     |            |
| 2018 | 벌새 프로젝트                  | The Hummingbird Project                       | 에바 토레스         |            |
| 2019 | 드렁크 페어런츠                | Drunk Parents                                 | 낸시                |            |
| 2020 | 라이크 어 보스                 | Like a Boss                                   | 클레어 루나         |            |
| 2020 | 가지 않은 길                   | The Roads Not Taken                           | 돌로레스            |            |
| 2021 | 블리스                         | Bliss                                         | 이사벨              |            |
| 2021 | 킬러의 보디가드 2              | Hitman's Wife's Bodyguard                     | 소니아 킨케이드     |            |
| 2021 | 이터널스                       | Eternals                                      | 에이잭              |            |
| 2021 | 하우스 오브 구찌               | House of Gucci                                | 주세피나 아우리엠마 |            |
| 2022 | 장화신은 고양이: 끝내주는 모험 | Puss in Boots: The Last Wish                  | 말랑손 키티         | 애니메이션 |
| 2023 | 매직 마이크 3                  | Magic Mike's Last Dance                       |                     |            |

### 텔레비전 드라마
| 연도    | 제목        | 원제       | 배역            | 비고 |
| ------- | ----------- | ---------- | --------------- | ---- |
| 2006-10 | 어글리 베티 | Ugly Betty | 소피아 레예스   |      |
| 2009-13 | 30 록       | 30 Rock    | 엘리사 페드레라 |      |